# 紫色花领
可可味（1997年8月21日—），本名紫色花领 中国大陆配音演员

## 电视节目
- 2007年11月18日上海艺术人文频道《文化主题之夜》

### 配音电视剧作品
- 《凶靈》嘉莉·懷特
- 《小魔女 (电影)》
- 《快餐国家》
- 《吸血鬼戰爭》
- 《天國之吻》幸田實和子
- 《禁忌女孩》

### 配音动画作品
- 《酷跑英雄》小魔女
- 《妖怪手錶系列》吉胖喵
- 《六都爭霸》臺北市 （♂）
- 《魔法禁書目錄》月詠小萌
- 《星星狐》星星狐
- 《疯狂外星人》格蕾杜緹“小緹”·圖希（Gratuity "Tip" Tucci）
- 《天空之城学院》金德
- 《小公主蘇菲亞》蘇菲亞
- 《吉永家的石像怪》吉永雙葉
- 《TIGER×DRAGON!》逢坂大河
- 《單蠢女孩》花畑佳子
- 《奈奈與薰的SM日記》館 涼子
- 《租借女友》水原千鶴／一之瀨千鶴
- 《牙鬥獸娘》
- 《反派千金等級99～我是隱藏頭目但不是魔王～》尤蜜拉·多克尼斯
- 《BLEACH》井上織姬
- 《天國之吻》幸田實和子
- 《我是大哥大!!》早川京子
- 《惡魔奶爸》卜寶
- 《鈴鐺貓娘》鈴鐺貓娘
- 《美少女戰士Crystal》冥王剎那
- 《真珠美人鱼》七海露亞
- 《BLEACH》井上織姬
- 《天國之吻》幸田實和子